# سيدي يحيى أو يوسف
سيدي يحيى أو يوسف هي قرية أمازيغية مغربية وجماعة قروية وسط غربي المغرب. تنتمي سيدي يحيى أو يوسف لإقليم ميدلت بجهة درعة تافيلالت. تضم هذه الجماعة القروية 2.538 نسمة (إحصاء 2004).